# Установка вилучення ЗНГ Рурд-Ель-Багель
Установка вилучення ЗНГ Рурд-Ель-Багель – елемент інфраструктури, який споруджується на алжирському нафтовому родовищі Рурд-Ель-Багель.
Під час розробки Рурд-Ель-Багель унаслідок сепарації пластових флюїдів отримують великі обсяги газу, який далі закачується назад до резервуару. В 2022-му уклали угоду на спорудження установки, що має забезпечити монетизацію ресурсу деяких гомологів метану. Установка матиме здатність приймати 10 млн м3 газу на добу, з якого повинні отримувати 300 тонн конденсату, 1000 тонн зрідженого нафтового газу (ЗНГ, пропан-бутанова фракція) та 8,7 млн м3 газу (метан-етанової фракції). Для видачі ЗНГ призначатиметься спеціалізований трубопровід Рурд-Ель-Багель – LR1. 
Підряд на будівництво установки отримала італійська компанія Maire Tecnimont, що навесні 2024-го оголосила про успішний поступ проекту та назвала очікуваний строк запуску установки як останній квартал 2025 року.